# Mackenzie Arnold
Mackenzie Elizabeth Arnold (Gold Coast, 25 febbraio 1994) è una calciatrice australiana, portiere del Portland Thorns e della nazionale australiana.

## Carriera

### Club
Arnold ha cominciato la carriera con la maglia del Perth Glory. Nel 2012 è passata al Canberra United, per cui ha totalizzato 10 presenze che le hanno permesso di aggiudicarsi il titolo di portiere dell'anno della W-League.
Passata poi ai Western Sydney Wanderers, ha saltato parte del campionato a causa di un infortunio. Tornata al Perth Glory in vista della stagione successiva, ha contribuito alla vittoria finale del campionato.
Nel 2016 si è trasferita al Brisbane Roar, con cui ha vinto il campionato 2017-2018.
Il 9 marzo 2018 è passata alle norvegesi dell'Arna-Bjørnar, compagine militante in Toppserien, con la formula del prestito. Il 28 aprile ha giocato la prima partita nella massima divisione locale, nella sconfitta per 2-1 subita in casa del Lyn.
Tornato al Brisbane Roar per fine prestito, in data 1º agosto 2019 è passata alle statunitensi delle Chicago Red Stars. Terminata anche questa esperienza, è ritornata ancora al Brisbane Roar.
Il 9 luglio 2020, le inglesi del West Ham hanno reso noto l'ingaggio di Arnold. Ha giocato da titolare con la squadra londinese per quattro stagioni consecutive.
Nel luglio 2024 ha lasciato il West Ham e si è trasferita al Portland Thorns, militante nella NWSL, la massima serie professionistica del campionato statunitense.

### Nazionale
Arnold ha ricevuto la prima convocazione nella Nazionale australiana per un tour negli Stati Uniti d'America nel 2012. Ha esordito a novembre dello stesso anno, mantenendo la porta inviolata in occasione della sfida contro Taiwan, valida per la EAFF Women's East Asian Cup 2013. Ha iniziato a giocare con regolarità in Nazionale a partire dal 2013, a causa degli infortuni subiti da Melissa Barbieri e Lydia Williams. A seguito del loro rientro, Arnold non è stata più convocata fino alla Cyprus Cup 2015.
Arnold è stata poi inclusa tra i convocati per il campionato mondiale 2015. L'anno seguente è stata selezionata in vista dei Giochi della XXXI Olimpiade. Ha giocato una partita nel corso della manifestazione, in occasione della vittoria sullo Zimbabwe.

## Statistiche

### Presenze e reti nei club
Statistiche aggiornate al 6 ottobre 2024.
| Stagione             | Squadra              | Campionato           | Campionato | Campionato | Coppe nazionali | Coppe nazionali | Coppe nazionali | Coppe continentali | Coppe continentali | Coppe continentali | Altre coppe | Altre coppe | Altre coppe | Totale | Totale | Totale |
| Stagione             | Squadra              | Comp                 | Pres       | Reti       | Comp            | Pres            | Reti            | Comp               | Pres               | Reti               | Comp        | Pres        | Reti        | Pres   | Reti   |        |
| -------------------- | -------------------- | -------------------- | ---------- | ---------- | --------------- | --------------- | --------------- | ------------------ | ------------------ | ------------------ | ----------- | ----------- | ----------- | ------ | ------ | ------ |
| 2011-2012            | Perth Glory          | WL                   | 10         | -36        | -               | -               | -               | -                  | -                  | -                  | -           | -           | -           | 10     | -36    |        |
| 2012-2013            | Canberra United      | WL                   | 10         | -16        | -               | -               | -               | -                  | -                  | -                  | -           | -           | -           | 10     | -16    |        |
| 2013-2014            | West. Sydney W.      | WL                   | 3          | -5         | -               | -               | -               | -                  | -                  | -                  | -           | -           | -           | 3      | -5     |        |
| 2014-2015            | Perth Glory          | WL                   | 14         | -12        | -               | -               | -               | -                  | -                  | -                  | -           | -           | -           | 14     | -12    |        |
| 2015-2016            | Perth Glory          | WL                   | 8          | -17        | -               | -               | -               | -                  | -                  | -                  | -           | -           | -           | 8      | -17    |        |
| Totale Perth Glory   | Totale Perth Glory   | Totale Perth Glory   | 32         | -65        |                 | -               | -               |                    | -                  | -                  |             | -           | -           | 32     | -65    |        |
| 2016-2017            | Brisbane Roar        | WL                   | 11         | -18        | -               | -               | -               | -                  | -                  | -                  | -           | -           | -           | 14     | -12    |        |
| 2017-2018            | Brisbane Roar        | WL                   | 13         | -14        | -               | -               | -               | -                  | -                  | -                  | -           | -           | -           | 13     | -14    |        |
| 2018                 | Arna-Bjørnar         | TS                   | 15         | -20        | CN              | 3               | -4              | -                  | -                  | -                  | -           | -           | -           | 18     | -24    |        |
| 2018-2019            | Brisbane Roar        | WL                   | 12         | -18        | -               | -               | -               | -                  | -                  | -                  | -           | -           | -           | 12     | -18    |        |
| ago.-set. 2019       | Chicago Red Stars    | NWSL                 | 0          | 0          | -               | -               | -               | -                  | -                  | -                  | -           | -           | -           | 0      | 0      |        |
| 2019-2020            | Brisbane Roar        | WL                   | 12         | -19        | -               | -               | -               | -                  | -                  | -                  | -           | -           | -           | 12     | -19    |        |
| Totale Brisbane Roar | Totale Brisbane Roar | Totale Brisbane Roar | 48         | -69        |                 | -               | -               |                    | -                  | -                  |             | -           | -           | 48     | -69    |        |
| 2020-2021            | West Ham             | WSL                  | 16         | -33        | CI              | 2               | -5              | -                  | -                  | -                  | CL          | 3           | -6          | 21     | -44    |        |
| 2021-2022            | West Ham             | WSL                  | 18         | -30        | CI              | 3               | -4              | -                  | -                  | -                  | CL          | 0           | 0           | 21     | -34    |        |
| 2022-2023            | West Ham             | WSL                  | 20         | -35        | CI              | 2               | -1              | -                  | -                  | -                  | CL          | 5           | -9          | 27     | -45    |        |
| 2023-2024            | West Ham             | WSL                  | 19         | -40        | CI              | 1               | -3              | -                  | -                  | -                  | CL          | 1           | -2          | 21     | -45    |        |
| Totale West Ham      | Totale West Ham      | Totale West Ham      | 73         | -138       | -               | 8               | -13             | -                  | -                  | -                  | -           | 9           | -17         | 90     | -179   |        |
| lug. 2024            | Portland Thorns      | NWSL                 | 5          | -10        | -               | -               | -               | -                  | -                  | -                  | -           | -           | -           | 5      | -10    |        |
| Totale carriera      | Totale carriera      | Totale carriera      | 186        | -323       | -               | 11+             | -17+            | -                  | -                  | -                  | -           | 9           | -17         | 206+   | -357+  |        |

## Palmarès

### Nazionale
- Cup of Nations: 2

2019, 2023